# Sei Nazioni 2016
Il Sei Nazioni 2016 (in inglese 2016 Six Nations Championship; in francese Tournoi des Six Nations 2016; in gallese Pencampwriaeth y Chwe Gwlad 2016) fu la 17ª edizione del torneo annuale di rugby a 15 tra le squadre nazionali di Francia, Galles, Inghilterra, Irlanda, Italia e Scozia, nonché la 122ª in assoluto considerando anche le edizioni dell'Home Nations Championship e del Cinque Nazioni.
Noto per motivi di sponsorizzazione come 2016 RBS Six Nations Championship a seguito di accordo di partnership commerciale con la Royal Bank of Scotland, si tenne dal 6 febbraio al 19 marzo 2016.
Il torneo fu appannaggio dell'Inghilterra, da poco affidatasi all'australiano Eddie Jones dopo il recente fallimento alla Coppa del Mondo 2015 in cui la squadra, peraltro giocando da Paese organizzatore, non riuscì a passare la fase a gironi della competizione.
Già matematicamente campioni con un turno d'anticipo, gli inglesi si aggiudicarono il loro trentasettesimo titolo ex aequo con il Galles nonché tredicesimo con il Grande Slam battendo la Francia a Saint-Denis.
Fu una vittoria basata più sulla solidità difensiva che sulle capacità realizzative (l'Inghilterra incassò meno punti di tutti, ma ne marcò 18 meno del Galles, appena 4 più dell'Irlanda terza e 10 più della Scozia quarta), ma fu anche la base sulla quale Jones costruì la squadra capace di vincere due edizioni di torneo consecutive dopo cinque anni d'assenza dal palmarès.
L'Italia, all'ultimo appuntamento internazionale del C.T. Jacques Brunel, chiuse con il whitewash un torneo iniziato in maniera onorevole con una sconfitta a Parigi maturata nei minuti finali di gioco, ma terminata con due prestazioni nelle quali incassò complessivamente 125 punti da Irlanda e Galles, quando nelle precedenti tre ne aveva subìti 99: dal punto di vista delle cifre fu il più deficitario torneo per gli Azzurri.
Fu, anche, l'ultima edizione con il sistema di punteggio classico da due punti a vittoria ai fini della classifica finale: dall'edizione successiva fu adottato il sistema di classifica dell'Emisfero Sud che prevede i punti di bonus vittoria e difensivi.
Il valore delle marcature, come stabilito dall’IRFB nel 1992, era: 5 punti per ciascuna meta (7 se trasformata), 3 punti per la realizzazione di ciascun calcio piazzato, idem per il drop.

## Nazionali partecipanti e sedi
| Squadra     | Città       | Impianto interno   |
| ----------- | ----------- | ------------------ |
| Francia     | Saint-Denis | Stade de France    |
| Galles      | Cardiff     | Millennium Stadium |
| Inghilterra | Londra      | Twickenham         |
| Irlanda     | Dublino     | Aviva Stadium      |
| Italia      | Roma        | Stadio Olimpico    |
| Scozia      | Edimburgo   | Murrayfield        |

## Risultati

### 1ª giornata
| Arbitro: | JP Doyle |

|                                         |      |                       |
| Vakatawa 13’ Chouly 32’ H. Bonneval 59’ | mt   | 25’ Parisse 45’ Canna |
| Plisson 59’                             | tr   | 45’ Canna             |
| Plisson 68’, 75’                        | c.p. | 43’ Canna 73’ Haimona |
|                                         | drop | 8’ Canna              |

| Arbitro: | John Lacey |

|                       |      |                      |
|                       | mt   | 13’ Kruis 50’ Nowell |
|                       | tr   | 50’ Farrell          |
| Laidlaw 16’, 37’, 68’ | c.p. | 62’ Farrell          |

| Arbitro: | Jérôme Garcès |

|                     |      |                          |
| Murray 26’          | mt   | 37’ Faletau              |
| Sexton 26’          | tr   | 37’ Priestland           |
| Sexton 4’, 13’, 74’ | c.p. | 31’, 46’, 72’ Priestland |

### 2ª giornata
| Arbitro: | Jaco Peyper |

|             |      |                      |
| Médard 70’  | mt   |                      |
| Plisson 70’ | tr   |                      |
| Plisson 39’ | c.p. | 15’, 29’, 39’ Sexton |

| Arbitro: | George Clancy |

|                                    |      |                           |
| G. Davies 7’ Roberts 65’ North 71’ | mt   | 13’ Seymour 79’ D. Taylor |
| Biggar 7’, 65’, 71’                | tr   | 13’, 79’ Laidlaw          |
| Biggar 35’, 47’                    | c.p. | 31’, 40+1’, 55’ Laidlaw   |

| Arbitro: | Glen Jackson |

|                    |      |                                              |
|                    | mt   | 24’ Ford 52’, 57’, 60’ Joseph 74’ O. Farrell |
|                    | tr   | 53’, 57’, 64’ O. Farrell                     |
| Canna 8’, 18’, 35’ | c.p. | 11’, 62’ O. Farrell 16’ Ford                 |

### 3ª giornata
| Arbitro: | Wayne Barnes |

|                           |      |               |
| North 45’                 | mt   | 78’ Guirado   |
| Biggar 47’                | tr   | 79’ Trinh-Duc |
| Biggar 21’, 30’, 42’, 65’ | c.p. | 33’ Plisson   |

| Arbitro: | Jaco Peyper |

|                          |      |                                    |
| Ghiraldini 29’ Fuser 59’ | mt   | 10’ Barclay 16’ Hardie 78’ Seymour |
| Haimona 29’, 59’         | tr   | 10’, 16’, 78’ Laidlaw              |
| Haimona 8’, 50’          | c.p. | 26’, 46’, 53’, 58’, 65’ Laidlaw    |

| Arbitro: | Romain Poite |

|                          |      |            |
| Watson 58’ Brown 63’     | mt   | 46’ Murray |
| O. Farrell 63’           | tr   | 46’ Sexton |
| O. Farrell 12’, 35’, 51’ | c.p. | 6’ Sexton  |

### 4ª giornata
| Arbitro: | Angus Gardner |

|                                                                                                   |      |                      |
| Trimble 7’ McGrath 15’ Stander 31’ Heaslip 40’, 49’ Payne 43’ Cronin 54’ Madigan 64’ McFadden 79’ | mt   | 57’ Odiete 74’ Sarto |
| Sexton 15’, 43’, 49’ Madigan 54’, 79’                                                             | tr   | 74’ Haimona          |
| Sexton 27’                                                                                        | c.p. | 24’ Padovani         |

| Arbitro: | Craig Joubert |

|                                        |      |                                  |
| Nowell 31’                             | mt   | 53’ Biggar 73’ North 76’ Faletau |
| O. Farrell 31’                         | tr   | 54’ Biggar 73’, 76’ Priestland   |
| O. Farrell 9’, 16’, 20’, 45’, 65’, 67’ | c.p. |                                  |

| Arbitro: | Glen Jackson |

|                                      |      |                       |
| Hogg 32’ D. Taylor 37’ T. Visser 66’ | mt   | 4’ Guirado 41’ Fickou |
| Laidlaw 37’                          | tr   | 41’ Machenaud         |
| Laidlaw 15’, 21’, 74’ Hogg 46’       | c.p. | 50’, 57’ Machenaud    |

### 5ª giornata
| Arbitro: | Romain Poite |

| |      |                          |
| Webb 5’ Biggar 29’ J. Davies 32’ Roberts 45’ North 49’ L. Williams 58’ Moriarty 65’, 80’ G. Davies 80+2’ | mt   | 54’ Palazzani 62’ García |
| Biggar 5’, 29’, 32’, 49’, 58’ Priestland 65’, 80’, 80+2’                                                 | tr   | 54’, 62’ Haimona         |
| Biggar 15’, 21’                                                                                          | c.p. |                          |

| Arbitro: | Pascal Gaüzère |

|                                            |      |                                 |
| Stander 28’ Earls 31’ Murray 48’ Toner 69’ | mt   | 20’ Hogg 56’ R. Gray 78’ Dunbar |
| Sexton 28’, 48’, 69’                       | tr   | 20’, 56’ Laidlaw                |
| Sexton 5’, 12’, 17’                        | c.p. | 15’, 40’ Laidlaw                |

| Arbitro: | Nigel Owens |

|                                            |      |                                  |
|                                            | mt   | 12’ Care 20’ Cole 56’ Watson     |
|                                            | tr   | 12’, 20’ O. Farrell              |
| Machenaud 3’, 16’, 29’, 40’, 44’, 51’, 59’ | c.p. | 4’, 5’, 46’, 72’, 78’ O. Farrell |

## Classifica
| Pos | Squadra     | G | V | N | P | PF  | PS  | DP   | Pt |
| --- | ----------- | - | - | - | - | --- | --- | ---- | -- |
| 1   | Inghilterra | 5 | 5 | 0 | 0 | 132 | 70  | +62  | 10 |
| 2   | Galles      | 5 | 3 | 1 | 1 | 150 | 88  | +62  | 7  |
| 3   | Irlanda     | 5 | 2 | 1 | 2 | 128 | 87  | +41  | 5  |
| 4   | Scozia      | 5 | 2 | 0 | 3 | 122 | 115 | +7   | 4  |
| 5   | Francia     | 5 | 2 | 0 | 3 | 82  | 109 | −27  | 4  |
| 6   | Italia      | 5 | 0 | 0 | 5 | 79  | 224 | −145 | 0  |